# I cacciatori del cielo
I cacciatori del cielo è un film del 2023 diretto da Mario Vitale (con la consulenza storica di Paolo Varriale) in occasione del Centenario dell'Aeronautica militare italiana.

## Trama
Viene raccontata la storia di Francesco Baracca e di quei pionieri del volo che si distinsero per le loro azioni e il loro coraggio durante la Prima guerra mondiale: gli assi dell'aviazione il 1º maggio 1917 costituirono la 91ª Squadriglia aeroplani da caccia sul Campo di Santa Caterina di Pasian di Prato (Udine) ed ebbero un grande successo negli abbattimenti fin quando gli austro-ungarici lanciarono la loro offensiva che portò alla disfatta di Caporetto. Il 19 giugno 1918, mentre si trovava impegnato sul Montello, lo SPAD S.VII di Baracca fu abbattuto; il suo corpo fu trovato quattro giorni dopo e le esequie si svolsero il 26 giugno a Quinto di Treviso, alla presenza di autorità civili e militari. 

Il 28 marzo 1923 un regio decreto sancirà la nascita dell'Aeronautica Militare coronando il sogno di Baracca e Pier Ruggero Piccio ne diventerà capo di stato maggiore due anni dopo. L'amata Norina Cristofoli, che Baracca aveva conosciuto a Udine nel settembre del 1917 pochi giorni prima della disfatta di Caporetto, si rifugiò a Milano dove ricevette numerose lettere da Francesco Baracca, l'ultima delle quali datata 4 giugno 1918, pochi giorni prima della morte dell'aviatore; la donna diventerà una cantante lirica di successo e morirà nel 1978 senza avere altre relazioni sentimentali in quanto si considerò per sempre legata al ricordo di Baracca. Lo stemma del cavallino rampante di Baracca verrà infine donato da sua madre a Enzo Ferrari che ne farà il simbolo della sua scuderia.

## Produzione
Il film è prodotto da Gloria Giorgianni per Anele con Luce Cinecittà, in collaborazione con Rai Documentari, con il patrocinio e la partecipazione del Ministero della Difesa, Aeronautica Militare e Difesa Servizi, con il patrocinio del Ministero degli Affari Esteri, con il sostegno di Intesa Sanpaolo e con Aerea S.p.A. ed Elettronica S.p.A.. Inoltre il film è stato girato con il contributo di Emilia-Romagna Film Commission, Visit Romagna, comune di Lugo di Romagna e Consorzio In Bassa Romagna.

### Riprese
Le riprese si sono svolte nell'autunno del 2022 a Lugo di Romagna (Ravenna), dove nella casa natale del pilota si trova il museo Francesco Baracca con il caccia originale sul quale ha conseguito la sua trentesima vittoria, lo SPAD VII S2489, a Nervesa della Battaglia presso la fondazione Jonathan Collection, dove è stata utilizzata anche la replica volante dello SPAD XIII, a Villafranca di Verona, a Lonigo e presso il museo di Villa Lattes ad Istrana.

## Accoglienza
Il film è stato trasmesso in prima visione e prima serata su Rai 1 mercoledì 29 marzo 2023, e ha totalizzato 3 447 000 telespettatori pari al 18,3% di share.